# Kyle Steeves
Kyle Steeves (Winnipeg, 12 de mayo de 2000) es un jugador profesional canadiense de rugby que se desempeña en la posición de pilar izquierdo en Dallas Jackals, equipo perteneciente a la liga Major League Rugby.

## Carrera
En 2022, Steeves se unió equipo Dallas Jackals, con el cual disputa su segunda temporada en la Major League Rugby. También es parte de la Selección de rugby de Canadá.